# Bruno Clerbout
Bruno Clerbout (Kapelle-op-den-Bos, 6 oktober 1976) is een Belgisch triatleet.

## Levensloop
In 2005 werd Clerbout tweede in de Ironman 70.3 van Monaco en in de kwarttriatlon van Viersel. In 2006 haalde hij opnieuw een tweede plaats in de halve triatlon van Monaco en stond hij voor het eerst op het hoogste trapje in de halve triatlon van Eupen. Later op het jaar won hij ook in zijn leeftijdsgroep de Ironman France. In 2007 werd Clerbout derde in de kwart van Geel, de kwart van Antoing (na Rutger Beke) en in de halve superprestige van Leuven. Later op het jaar won hij in zijn leeftijdsgroep wederom de Ironman France en werd hij vierde overall. Op het Belgisch kampioenschap Long Distance te Leuven werd hij derde, maar was hij tweede Belg waardoor hij de zilveren medaille ontving.
In 2008 begon Clerbout een professionele carrière. En al meteen was het weer raak, de triatlon van Metz werd aan het palmares toegevoegd. In de triatlon van Kapelle-op-den-Bos werd hij tweede na Marc Geerts. Na een teleurstellende prestatie in Nice had Clerbout alles op de Embrunman gezet, waar hij na een zware wedstrijd (sneeuw op Col d'Izoard) vierde werd na Marcel Zamora Perez, Stephen Bayliss en Xavier Le Floche. In 2009 won hij voor eigen volk in Kapelle-op-den-Bos de kwarttriatlon. Een maand eerder werd hij op de Ironman France zesde, dit leverde tevens een plaatsje op voor de vermaarde Ironman Hawaï. Aldaar werd Clerbout 24ste overall met een tijd van 8:55.11.
In 2010 liet hij opnieuw een vierde plaats in de Ironman van Nice optekenen. In 2011 haalde Clerbout een bronzen medaille in de Ironman van Wales. In voorbereiding op de Ironman Nice haalde Clerbout in 2012 een derde plek in Ironman 70.3 Zwitserland. In de Franse Ironman werd het weer een vierde plek net als in Ironman Ierland. Het jaar werd afgesloten met een 16de plaats in Ironman Hawaï. In 2013 zou Clerbout afscheid nemen van het professionele triatlon met een vierde keer een vierde plek in zijn geliefde Ironman Nice. Clerbout werd tijdens zijn jaren als professioneel atleet getraind door Pieter Timmermans en Kurt Lobbestael. Hij was actief bij het Uplace Pro Triathlon Team en Iron Team Mechelen. 
In 2014 ging hij aan de slag als onderwijzer in Brussel, werkte vervolgens voor de sociale cel van RSC Anderlecht en keerde nadien terug naar het onderwijs. In 2016, na twee jaar zonder sport, ging Clerbout terug recreatief deelnemen aan kwart triatlons. In oktober 2018 won hij de Ironman van Hawaï in zijn leeftijdsklasse (40-44 jaar). In januari 2024 lag hij mee aan de basis van de oprichting van triatlonclub TriTime1880.

## Palmares
| Jaartal | Wedstrijd                       | Plaats                 | Tijd    |
| ------- | ------------------------------- | ---------------------- | ------- |
| 2003    | Ironman Germany                 | 52e overall            | 9:28.56 |
| 2004    | Ironman Austria                 | 18e overall            | 8:51.28 |
| 2005    | Ironman 70.3 Monaco             | 2e age-grouper         |         |
| 2005    | 1/4 Viersel                     | 2e                     |         |
| 2006    | Ironman 70.3 Monaco             | 2e age-grouper         |         |
| 2006    | Ironman 70.3 Eupen              | 1e                     |         |
| 2007    | 1/4 Geel                        | 3e                     |         |
| 2007    | 1/4 Antoing                     | 3e                     |         |
| 2007    | 1/2 SP Leuven                   | 3e (2e Belg -> zilver) |         |
| 2007    | Ironman France                  | 4e                     | 8:46.30 |
| 2008    | 1/4 Metz                        | 1e                     |         |
| 2008    | 1/4 triatlon Kapelle-op-den-Bos | 2e                     |         |
| 2008    | Ironman France                  | 17e                    | 9:22.52 |
| 2009    | 1/4 triatlon Kapelle-op-den-Bos | 1e                     |         |
| 2009    | Ironman 70.3 Monaco             | 9e                     | 4:25.48 |
| 2009    | Ironman France                  | 6e                     | 8:58.02 |
| 2009    | Ironman Hawaï                   | 24e                    | 8:55.11 |
| 2010    | Ironman France                  | 4e                     | 8:53:15 |
| 2011    | Ironman Wales                   | 3e                     | 9:07:59 |
| 2012    | Ironman 70.3 Switzerland        | 3e                     | 3:51:37 |
| 2012    | Ironman France                  | 4e                     | 8:46:54 |
| 2012    | Ironman 70.3 Ireland            | 4e                     | 4:01:16 |
| 2012    | Ironman Hawaï                   | 16e                    | 8:46:44 |
| 2013    | Ironman France                  | 4e                     | 8:43:17 |
| 2017    | 1/4 triatlon Kapelle-op-den-Bos | 3e (1e H40)            | 2:02:30 |